# Nozay (Aube)
Nozay és un municipi francès situat al departament de l'Aube i a la regió del Gran Est. L'any 2007 tenia 131 habitants.

## Demografia

### Població
El 2007 la població de fet de Nozay era de 131 persones. Hi havia 51 famílies de les quals 8 eren unipersonals (4 homes vivint sols i 4 dones vivint soles), 23 parelles sense fills i 20 parelles amb fills.
La població ha evolucionat segons el següent gràfic:
Habitants censats

### Habitatges
El 2007 hi havia 62 habitatges, 52 eren l'habitatge principal de la família, 4 eren segones residències i 6 estaven desocupats. 61 eren cases i 1 era un apartament. Dels 52 habitatges principals, 41 estaven ocupats pels seus propietaris, 9 estaven llogats i ocupats pels llogaters i 2 estaven cedits a títol gratuït; 1 tenia dues cambres, 4 en tenien tres, 10 en tenien quatre i 37 en tenien cinc o més. 43 habitatges disposaven pel capbaix d'una plaça de pàrquing. A 22 habitatges hi havia un automòbil i a 28 n'hi havia dos o més.

### Piràmide de població
La piràmide de població per edats i sexe el 2009 era:
| Homes | Edats   | Dones |
| ----- | ------- | ----- |
| 0     | 95 o +  | 0     |
| 0     | 90 a 94 | 0     |
| 0     | 85 a 89 | 0     |
| 0     | 80 a 84 | 0     |
| 4     | 75 a 79 | 0     |
| 0     | 70 a 74 | 4     |
| 0     | 65 a 69 | 0     |
| 8     | 60 a 64 | 4     |
| 4     | 55 a 59 | 4     |
| 4     | 50 a 54 | 4     |
| 8     | 45 a 49 | 4     |
| 4     | 40 a 44 | 8     |
| 4     | 35 a 39 | 4     |
| 0     | 30 a 34 | 4     |
| 4     | 25 a 29 | 0     |
| 0     | 20 a 24 | 0     |
| 4     | 15 a 19 | 4     |
| 4     | 10 a 14 | 0     |
| 0     | 5 a 9   | 4     |
| 4     | 0 a 4   | 4     |

## Economia
El 2007 la població en edat de treballar era de 80 persones, 62 eren actives i 18 eren inactives. De les 62 persones actives 57 estaven ocupades (30 homes i 27 dones) i 5 estaven aturades (2 homes i 3 dones). De les 18 persones inactives 7 estaven jubilades, 5 estaven estudiant i 6 estaven classificades com a «altres inactius».

### Ingressos
El 2009 a Nozay hi havia 54 unitats fiscals que integraven 152 persones, la mediana anual d'ingressos fiscals per persona era de 21.677,5 €.

### Activitats econòmiques
Dels 8 establiments que hi havia el 2007, 5 eren d'empreses extractives, 1 d'una empresa de comerç i reparació d'automòbils, 1 d'una empresa immobiliària i 1 d'una empresa de serveis.
L'any 2000 a Nozay hi havia 11 explotacions agrícoles que ocupaven un total de 1.211 hectàrees.

## Poblacions més properes
El següent diagrama mostra les poblacions més properes.